# Kathrin Bertschy
Pour les articles homonymes, voir Bertschy.
Kathrin Bertschy, née le 2 juillet 1979 à Thoune (originaire de Berne et Guin), est une  économiste  et personnalité politique suisse, membre des Vert'libéraux et féministe. 
Elle est députée du canton de Berne au Conseil national depuis décembre 2011, et coprésidente d'alliance F depuis 1

## Biographie
Kathrin Bertschy naît le 2 juillet 1979 à Thoune. Elle est originaire de Berne et de Guin, dans le canton de Fribourg. Ses deux parents sont enseignants.
Elle obtient une maîtrise en économie en 2007 et un CAS en journalisme scientifique en 2015.
Entre 2003 et 2014, elle mène des activités de recherche et de conseil. Par exemple elle est responsable d'un projet de recherche dans le cadre du PNR 60 Égalité entre hommes et femmes portant sur la discrimination salariale des femmes lors de leur entrée dans la vie professionnelle,. Depuis 2012, elle est directrice du cabinet de conseil Bertschy & Stocker,.
Elle vit en concubinage à Berne ; la première de ses deux enfants[réf. souhaitée] naît en 2019,,.

## Parcours politique
Elle siège au Conseil de ville (Stadtrat, législatif) de Berne de janvier 2009 à décembre 2011. Elle s'y engage notamment pour les bons de garde,,.
Elle est présidente des Vert'libéraux de la ville de Berne de juin 2008 à novembre 2009. Depuis 2008, elle est membre du conseil d'administration des Vert'libéraux du canton de Berne et vice-présidente des Vert'libéraux suisses depuis 2016.
Elle est élue conseillère nationale pour le canton de Berne lors des élections de 2011 et réélue en 2015 et 2023. Elle est membre de la Commission de l'économie et des redevances (CER) et, depuis 2015, de la Commission judiciaire (CJ) et de la Commission de la sécurité sociale et de la santé publique (CSSS). 

### Profil politique
Elle s'engage pour des réformes écologiques des payements directs pour l'agriculture,, ainsi que pour davantage de transparence de la part des élus.
Selon ses propres déclarations, elle ne devient féministe que sur le tard, « vers l'âge de 30 ans », après avoir constaté dans le cadre d'une recherche en tant qu'économiste que sur les différences de salaire entre hommes et femmes ne sont pas dues uniquement à des choix de carrière, mais comportent une part inexpliquée de 8 %. Depuis qu'elle siège au parlement, elle soutient l'introduction de quotas de femmes lors des élections.
Elle est formellement à l'origine de l'ouverture du mariage aux couples de même sexe, puisque c'est elle qui dépose en décembre 2013 l'initiative parlementaire qui débouche sur la modification du code civil,,.
En août 2019, elle dépose une motion pour un congé de 14 semaines pour chaque parent avec le but d'assurer l'égalité des chances dans la vie professionnelle. Cette motion est rejetée en 2021 par le Conseil national en raison des coûts très élevés qu'elle engendrerait.
Privée d'allocation de congé maternité pour avoir assisté aux séances du Parlement en 2019, elle porte l'affaire en justice sans succès mais milite pour une modification des textes, qui privent les mères d'activité politique.

### Autres mandats
En 2014 elle est élue à l'unanimité coprésidente de l'Alliance des sociétés féminines suisses, en même temps que la conseillère nationale Maya Graf (Verts BL),.
En 2016, elle fait partie des fondateurs du groupe de réflexion glp lab, qu'elle préside en fonction de marraine[pas clair].